# Youth Climate Movement
Vous pouvez aider à l'améliorer ou bien discuter des problèmes sur sa page de discussion.
- Sa typographie ne respecte pas les conventions de Wikipédia. Vous pouvez solliciter de l’aide de l’Atelier typographique. (Marqué depuis avril 2023)
- La traduction doit être revue. Le contenu est difficilement compréhensible à cause d’erreurs de traduction, peut-être dues à l’utilisation d’un logiciel de traduction automatique. (Marqué depuis avril 2023)

Le Mouvement des jeunes pour le climat (YouNGO) ou Mouvement international des jeunes pour le climat (IYCM) (Youth Climate Movement en anglais) fait référence à un réseau international d'organisations de jeunesse qui vise collectivement à inspirer, responsabiliser et mobiliser un mouvement générationnel de jeunes pour agir positivement sur le changement climatique.

## Historique
Depuis le Sommet de la Terre de Rio en 1992, des jeunes ont participé à des négociations internationales liées à différentes questions environnementales et de développement durable. Avec la formation du Forum européen de la jeunesse en 1996 et de l'organisation de jeunesse américaine SustainUS en 2001, les organisations dirigées par des jeunes ont commencé à envoyer des délégations de jeunes pour participer activement à ces diverses négociations mondiales, principalement par le biais des Nations Unies. Des jeunes individuels avaient participé à la Convention-cadre des Nations Unies sur les changements climatiques, et avec le nouveau niveau de participation des organisations de jeunesse aux négociations internationales, les organisations de jeunesse ont commencé à identifier les négociations climatiques des Nations unies comme un nouveau forum pour accroître la participation des jeunes.
Du 28 novembre au 9 décembre 2005, la Convention des Nations unies (ONU) sur les changements climatiques (COP 11 ou COP/MOP 1) a eu lieu au Palais des congrès de Montréal à Montréal, Québec, Canada. Des délégations de jeunes des pays membres, dont les États-Unis (via SustainUS ), le Canada et l'Australie, étaient présentes pour défendre les intérêts des jeunes. En conséquence, le concept du Mouvement international des jeunes pour le climat a été développé pour la première fois, même s'il était à l'origine appelé la Délégation internationale de la jeunesse, en référence aux jeunes délégués aux négociations internationales sur le climat.
Par la suite, en septembre 2006, la Coalition canadienne des jeunes pour le climat a été lancée, composée de 48 organisations jeunesse de partout au pays. Cela a été bientôt suivi par l'Australian Youth Climate Coalition en novembre, qui était elle-même une coalition de 27 organisations de jeunesse de toute l'Australie.
En mars 2008, l'Indian Youth Climate Network a rejoint le Global Youth Climate Movement tandis qu'en juin 2008, les ambassadeurs du Royaume-Uni auprès du World Wide Fund for Nature, Emma Biermann et Casper ter Kuile, ont créé le UK Youth Climate Coalition (UKYCC), après son retour de l'Arctique pour constater l'impact du changement climatique. Plus récemment, des coalitions en Afrique, en Chine, au Japon, dans les îles du Pacifique et en Asie du Sud ont été créées avec le même énoncé de mission que le Mouvement international des jeunes pour le climat.

## Structure
Partout dans le monde, des organisations de jeunesse ont formé des coalitions pour prendre des mesures positives contre le changement climatique, comme la UK Youth Climate Coalition, qui sont entièrement dirigées par une équipe de jeunes. Chaque Coalition Climat ou Réseau Climat est affilié à un mouvement régional ou continental. Ces mouvements comprennent l'Initiative de la jeunesse africaine sur le changement climatique ; Réseau environnemental des jeunes des Caraïbes ; Mouvement européen des jeunes pour le climat ; Projet Survie Pacifique ; Mouvement des jeunes nordiques pour l'action climatique ; Réseau environnemental des jeunes d'Asie du Nord-Est; la South American Youth Climate Coalition et le South Asia Youth Environment Network. Par conséquent, ces organisations locales, nationales et continentales se regroupent pour former le Mouvement international des jeunes pour le climat.

### Gouvernance
Le Mouvement international des jeunes pour le climat, bien qu'il s'agisse d'un terme générique désignant les mouvements de jeunes qui se déroulent à travers le monde, est dirigé par des équipes de bénévoles. Ces équipes de volontaires s'organisent en différents groupes de travail et forment les organes centraux du mouvement, coordonnés par une "Bottomlining Team" qui aide à organiser leurs efforts, notamment lors des négociations internationales sur le climat.

## Financement
Le mouvement est financé par les contributions de ses organisations membres, ainsi que par des contributions occasionnelles d'organisations telles que l'UNICEF et le gouvernement des Pays-Bas.

## Membres

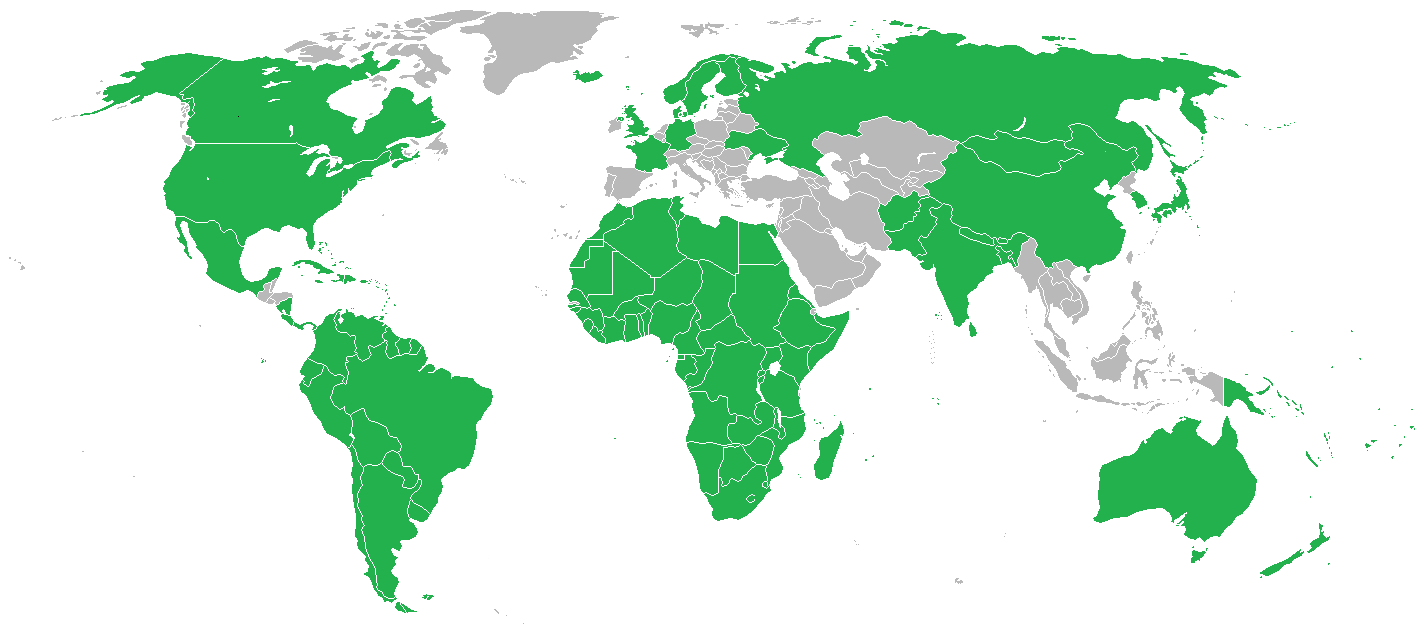
Une carte des pays participant à la Légende du mouvement des jeunes pour le climat :

Les membres nationaux du Mouvement des jeunes pour le climat comprennent : le Réseau Action Climat AYLCF (France) ; Coalition australienne des jeunes pour le climat ; Coalition canadienne des jeunes pour le climat ; Mouvement des jeunes arabes pour le climat, Réseau d'action des jeunes pour le climat en Chine ; ECO Singapour ; Energy Action Coalition (États-Unis), dirigée par l'organisation de coalition SustainUS ; Project Survival Pacific, Coalition nationale des jeunes du Ghana sur le changement climatique ; Coalition contre le changement climatique de Hong Kong ; Réseau des jeunes indiens sur le climat ; Ligue japonaise de l'écologie de la jeunesse; Réseau malaisien des jeunes pour la justice climatique ; Nature et Jeunesse Danemark ; Délégation de la jeunesse néo-zélandaise ; Coalition verte de la jeunesse nigériane sur le changement climatique ; Mouvement des jeunes russes pour le climat ; Coalition des jeunes pour le climat de Taïwan ; Mouvement des jeunes du Bangladesh pour le climat (BYMC) ; Jeunes Amis de la Terre ; Alliance mondiale des YMCA ; Association mondiale des guides et des éclaireuses ; Organisation mondiale du mouvement scout, Délégation des jeunes de Malaisie (MYD) et la Coalition britannique des jeunes pour le climat.

## Campagnes
Parallèlement aux campagnes nationales entreprises par les coalitions nationales et les réseaux nationaux, telles que les conférences Power Shift, la jeunesse internationale entreprend également ses propres campagnes mondiales, qui sont coordonnées par une équipe de jeunes volontaires.

### Conférence de la jeunesse
La première Conférence des jeunes (COY) a eu lieu en 2005, à Montréal, Canada, peu avant la onzième Conférence des Parties. L'événement rassemble des jeunes délégués pour partager des ressources, de la formation, du réseautage et des discussions collectives. C'est aussi l'occasion pour le mouvement des jeunes pour le climat de planifier ses activités au cours des négociations et de l'année suivante.
La cinquième Conférence de la jeunesse a eu lieu à l'Université de Copenhague du 4 au 6 décembre 2009, à laquelle plus de 700 jeunes de 100 pays auraient participé. Le sixième s'est tenu à l'Universidad del Caribe en préparation des négociations sur le climat de Cancún.
L'événement de deux ou trois jours a lieu chaque année, et il est prévu chaque année de se tenir peu de temps avant la Conférence des Parties des Nations unies, où les nations se réunissent pour évaluer les progrès des négociations sur le climat.

### Participation au processus de négociation de la CCNUCC

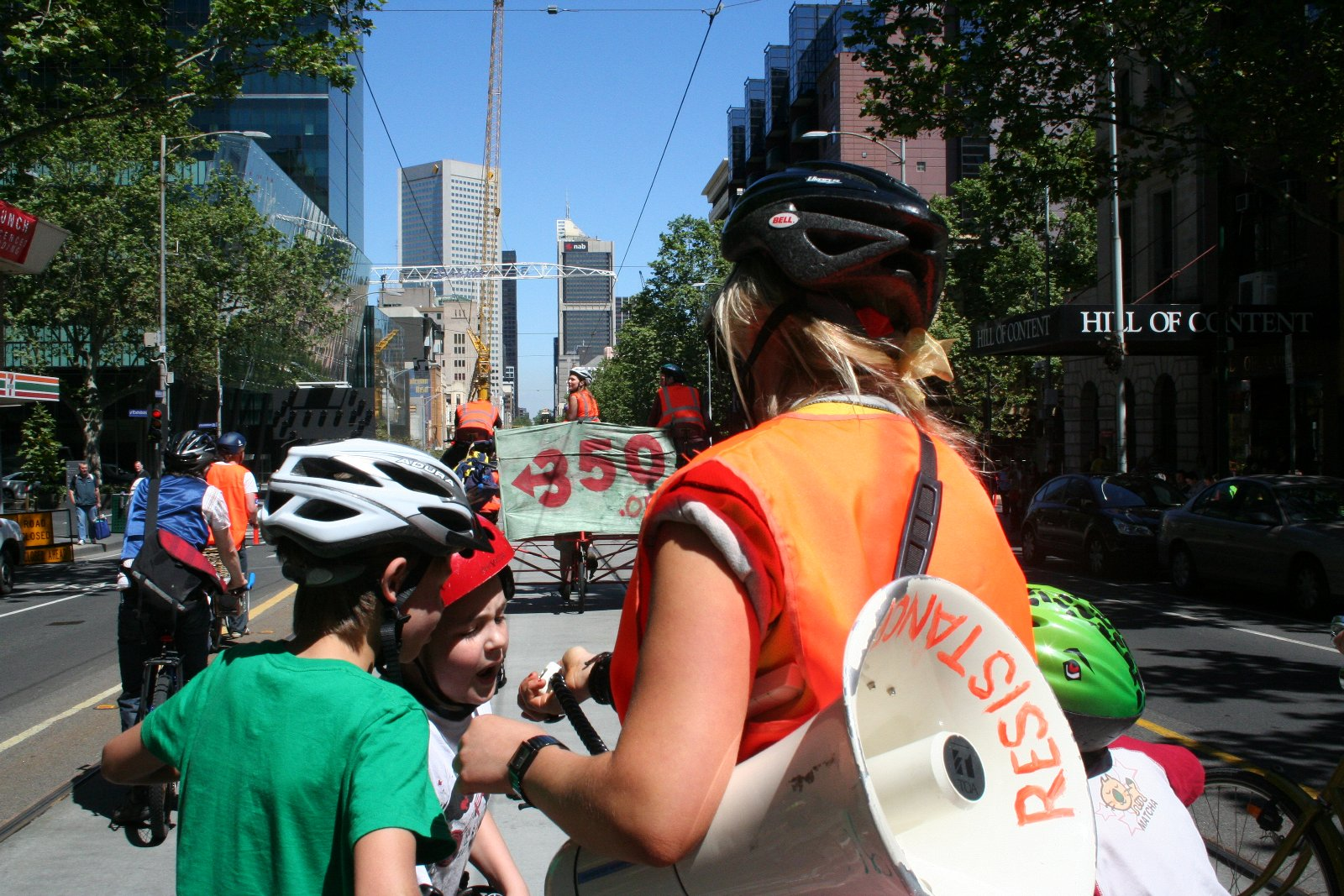
350.org marche sur le changement climatique à Melbourne, Australie en 2009

Depuis 2005, chaque coalition ou réseau national au sein du Mouvement des jeunes pour le climat a envoyé une délégation à la Conférence des Nations Unies sur les changements climatiques (CCNUCC) pour représenter les jeunes dans leur pays respectif.
En juin 2009, les organisations de jeunesse participant aux négociations des Nations unies sur le changement climatique ont soumis une candidature pour devenir une circonscription. En août 2009, la candidature de la circonscription a été provisoirement approuvée par le Secrétariat du changement climatique, faisant des jeunes la 7e circonscription à rejoindre les négociations sur le climat. Le titre officiel de la participation des jeunes aux négociations sur le climat est « YOUNGO ». Les premiers points focaux pour les YOUNGO élus étaient Wilson Ang (Singapour), parrainé par SustainUS, et Lina Li (Chine), parrainée par 350.org, représentant le Mouvement international des jeunes pour le climat à titre officiel (malgré le statut provisoire jusqu'en 2011).
Actuellement, les points focaux élus qui représentent l'International Youth Climate Movement sont Lauren Nutter (USA), parrainée par SustainUS, et Jean Paul Brice Affana (Cameroun), parrainé par Jeunes Volontaires pour l'Environnement. Ils succèdent aux points focaux 2010-2011, Sébastien Duyck (France), parrainé par Service Civil International et Rishikesh Ram Bhandary (Népal), parrainé par SustainUS.
Tout au long de l'année, les membres du Mouvement international des jeunes pour le climat ont d'autres occasions de se réunir. Par exemple, lors du Sommet international de la jeunesse sur l'énergie et le changement climatique à Pékin, en Chine.
En 2021, le groupe de travail sur la santé de l'organisation a exigé la participation de jeunes militants pour le climat à la reprise après la pandémie de Covid-19, car la pandémie est probablement liée au changement climatique.

### Campagne Pensez 2050
En 2009, la UK Youth Climate Coalition a travaillé avec le Mouvement des jeunes, en particulier le Mouvement européen des jeunes pour le climat et SustainUS pour lancer la campagne « Quel âge aurez-vous en 2050 ? campagne aux négociations des Nations Unies sur le climat qui se déroulent à Bonn, en Allemagne. Le slogan a été utilisé par le mouvement des jeunes depuis lors et a également été au centre de la journée internationale de la jeunesse « Journée des jeunes et des générations futures » en décembre 2009. La campagne vise à souligner la nécessité de réduire les émissions de carbone de 80 % d'ici 2050 par rapport aux niveaux de 1990, car ce sont les jeunes qui hériteront de ce monde et les décisions prises aujourd'hui auront un impact direct sur leur vie dans 40 ans,.

### Participation à la rédaction d'un rapport international
En 2022, le Mouvement des jeunes pour le climat (YOUNGO) et certains de ses membres ont aidé à rédiger le rapport Stockholm+50 : Unlocking a Better Future d'une équipe de scientifiques, qui analysait l'impact de la Conférence des Nations unies sur l'environnement humain en 1972 et proposait des recommandations pour l'avenir. Le message clé est de « redéfinir la relation entre l'homme et la nature, d'atteindre une prospérité durable pour tous et d'investir dans un avenir meilleur ». En outre, des jeunes chercheurs ont publié une version jeunesse du rapport : « Charting a Youth Vision for a Just and Sustainable Future ».